# Fabrice Lalanne
Pour les articles homonymes, voir Lalanne.
Pas d'image ? Cliquez ici

a Compétitions nationales et continentales officielles uniquement.

b Matchs officiels uniquement.
Fabrice Lalanne, né le 9 février 1971, est un joueur français de rugby à XV qui évolue au poste de deuxième ligne. Il compte une sélection en équipe de France, et joue notamment en club au sein des clubs de l'US Dax et du Stade montois.

## Biographie
Après sa carrière de joueur, il se reconvertit en tant qu'entraîneur, notamment au sein des clubs de l'Avenir aturin, du Stade langonnais, de la JS Rion-des-Landes, du Stade montois et du Saint-Paul sports[réf. nécessaire].

## Carrière

### En club
- 1990-1996[réf. nécessaire] : Stade montois
- 1996-1998[réf. nécessaire] : US Dax[1]
- 1998-2004[réf. nécessaire] : Stade montois[1]
- 2007-2009[réf. nécessaire] : Stade langonnais[1]

### En équipe nationale
- 1 sélection (contre la Roumanie le 28 mai 2000 à Bucarest).

### Avec les Barbarians français
En juin 1999, il participe à la tournée des Barbarians français en Argentine. Il est titulaire contre les Barbarians Sud-Américains à La Plata. Les Baa-Baas français s'imposent 45 à 28.